# Эррехон, Иньиго
Иньиго Эррехон Гальван (исп. Íñigo Errejón Galván; род. 14 декабря 1983 года, Мадрид) — испанский политолог, политик, депутат от мадридского округа XI и XII созыва испанских Ко́ртесов, а именно её нижней палаты Конгресса депутатов.
Доктор политических наук в Университете Комплутенсе, Мадрид. В своей докторской диссертации Эррехон изучал «Движение к социализму» в Боливии. В числе тем его исследований фигурируют также демократия, политический конфликт, анализ дискурса и гегемонии, процессы политических изменений и государственной трансформации в Латинской Америке.
Эррехон являлся директором предвыборных кампаний «Подемос». Проиграв борьбу за власть в партии, затем покинул её и сформировал коалицию «Más País» с платформой «Más Madrid» Мануэлы Кармены, мэра Мадрида в 2015—2019 годах.

## Биография

### Ранние годы
Сын Хосе Антонио Эррехона Вильясероса, карьерного чиновника, занимающего высокую должность в государственной администрации. Отец Эррехона также являлся членом маоистской Рабочей партии Испании во время так называемого Перехода Испании к демократии и затем фигурировал в числе подписантов Тенерифского манифеста, положившего начало Конфедерации зелёных в Испании. Он также был членом троцкистского движения «Антикапиталистические левые».
Иньиго Эррехон был скаутом в подростковые годы.

### Академическая и протестная деятельность
Изучал политические науки в Мадридском Университете Комплутенсе, получил диплом специалиста в 2006 году. Во время обучения в университете принимал активное участие в деятельности левых движений, был участником протестов антиглобалистов в Генуе (июль 2001 г., протесты против встречи G8, в результате которых погиб анархистский активист Карло Джулиани), протестных акций в Праге (сентябрь 2000 г., мишенью которых было ежегодное заседание руководителей ВМФ и ВБ) и в Шотландии (июль 2005 г. против очередной встречи G8), участвовал в манифестациях против войны в Ираке и выступлениях 13 марта 2004 г., происходивших перед мадридской штаб-квартирой Народной партии Испании после терактов 11 марта 2004.
В 2006 г. Эррехон был одним из основателей студенческой ассоциации «Контраподер» (пер. «Против власти») — левой, антикапиталистической и интернационалистской организации, которая занималась проведением акций протеста против присутствия Розы Диес в Мадридском Университете Комплутенсе и организовала встречу с президентов Боливии Эво Моралесом на факультете политических наук.
В 2012 г. Эррехон получил докторскую степень за диссертацию по теме «Борьба за лидерство во время первого правительства „Движения к социализму“ в Боливии (2006—2009): анализ дискурса» под руководством Гериберто Каиро Кару, который также являлся научным руководителем Пабло Иглесиаса Турриона, генерального секретаря «Подемос».

### Участие в «Подемос»
В начале 2014 г. Пабло Иглесиас предложил Эррехону стать директором предвыборной кампании «Подемос» на выборах в Европарламент в мае 2014 года. Кампания оказалось успешной, впервые в истории Испании новая партия потеснила две традиционные партии — Народную партию и ИСРП и заняла третье место и получила 1 245 948 голосов и пять мест в Европарламенте.
Эррехон стал одним из медийных лидеров «Подемос», фактически правой рукой Иглесиаса и вторым лицом в партии. Принимал активное участие в ток-шоу телеканала «La Sexta Noche».
15 ноября 2014 г. Эррехон был избран одним из 11 членов Координационного совета «Подемос», ответственным за секретариат по политическим вопросам.
С 13 января 2016 г. Эррехон в Конгрессе депутатов является спикером Конфедеральной группы «Унидос-Подемос», в которую входят партии «Подемос» и «Объединённые левые», а также ряд более мелких. «Подемос» на данный момент является второй по количеству членов и третьей по числу мест в Парламенте испанской партией.